# Аргирокастро (крепост)
Аргирокастро, по която носи името си град Аргирокастро (Гирокастър), е засвидетелствана за първи път в писмен източник в 1336 г., а скоро след това е средище на владението/феода на феодалите от княжество Зенебищи. По-късно, по времето на Гин Буа Спата, Аргирокастро става част от Епирското деспотство. И по тази причина, прилежащата територия на града е определяна от съвременната гръцка историография като Северен Епир /виж Нов Епир/.
Крепостта на Аргирокастро е изцяло реновирана от Али паша Янински през 1812 г. За целта били ангажирани 1500 работници. Археологическите проучвания сочат съществуването на две предходни укрепления на мястото ѝ. Евлия Челеби, който посещава града в 1672 г. пише, че крепостта е построена в древни времена, и е превзета от османците в 1417 г. – след дълга обсада.
По време на Първата и Втората световна война, крепостта е убежище за жителите на града от въздушни бомбардировки.
По време на управлението на Енвер Ходжа, крепостта на родния му град е превърната в политически затвор. Днес най-забележителна е часовниковата кула и експонатите от Националния военен музей на Албания, които се съхраняват в крепостта. Сред тях изпъква американски самолет Локхийд Т-33, прихванат и приземен на летището в Тирана на 23 декември 1957 г. от няколко албански МиГ-15, вероятно с руски летци.  Цел на американската шпионска мисия била военноморската база Пашалиман. В резултат от инцидента, Албания допуска създаването на първата съветска военноморска база в Средиземно море, след като през август 1958 г. страната приема 12 съветски подводници с екипажите им на своя територия.